# Saponaria sicula
Saponaria sicula là loài thực vật có hoa thuộc họ Cẩm chướng. Loài này được Raf. miêu tả khoa học đầu tiên năm 1814.